# Isla Altamura
La isla Altamura o de Altamura es una isla de México en el mar de Cortés. Se ubica en la bahía de Santa María, en la costa del estado de Sinaloa, al suroeste de la isla Saliaca, de la que lo separa un bajo. Queda 70 km al oeste de Culiacán. Tiene 101,17 kilómetros cuadrados, aproximadamente 40 km de largo y su anchura varía, desde los 900 metros a los 3,7 km. Es una de las más grandes islas privadas del mundo.
Es una isla barrera con playas abiertas y grandes dunas de arena. En la parte sur hay llanuras de intermarea con limos, arcillas, arena y grava; salinas. En el resto de la isla hay litorales y grandes dunas de arena en la parte noroeste. 
Forma parte del complejo de la bahía de Santa María, por lo que hay gran variedad de vida marina: aves migratorias y también pueden avistarse ballenas.

## Historia
La isla, con su denominación actual, aparece por primera vez en el periódico mexicano El Siglo Diez y Nueve del 9 de noviembre de 1854 y, en particular, dentro del informe geográfico de un corresponsal no especificado de Guayamas:

Restame solo para concluir esta noticia, hacer mencion de la hermosa isla de Altamura, situata entre les desembocaduras de los rios de Culicacan y riachuelo de Mocrilo, isla de que no se hace mérito en ninguno de los mapas  de México que hasta hoy han llegado à mis manos. Egual omision he notado en las cartas náuticas de esta parte de la costa de nuestro territorio, sin embargo de que Altamura es una isla mayor que la mas grande de las Tres Marías y aún de las del Socorro, que tambien pertenecen à México, sin embargo de estar abandonadas. La isla de Altamura abunda en maderas finas, aguas potables y pasturas: algunos criaderos de ganados del distrito de Culiacan, la han poblado con sus semovientes. Guaymas, Septiembre 27 de 1854.
El Siglo Diez y Nueve, p. 3

Del informe del corresponsal anónimo se deduce que, al menos hasta el 27 de septiembre de 1854, la isla no aparecía en ninguno de los mapas consultados. Recientemente se han planteado algunas hipótesis sobre el origen del topónimo de la isla, que es formalmente idéntico al de la ciudad de Altamura. En particular, en un antiguo mapa de 1579 de Abraham Ortelius, aparece el topónimo Atamirato, que bien podría ser un topónimo preexistente utilizado por los nativos americanos o podría derivar de Altamira, que también se encuentra entre los apellidos de los nobles del Nuevo Mundo. Este topónimo luego se convertiría en "Altamura". A este respecto, cabe destacar la presencia, en la región mexicana frente a la isla, de misioneros italianos en el siglo XVII y en el siglo XVIII así como la obra titulada Bibliothecae Dominicanae (1677) del italiano Ambrogio del Giudice (llamado "el Altamura") que, entre otras cosas, había registrado las biografías de religiosos que evangelizaron o vivieron en el actual México.